# Eooxylides distanti
Eooxylides distanti är en fjärilsart som beskrevs av Riley 1942. Eooxylides distanti ingår i släktet Eooxylides och familjen juvelvingar. Inga underarter finns listade i Catalogue of Life.